# Blücher-Kaserne (Berlin)
Die Blücher-Kaserne in Berlin ist eine Liegenschaft der Bundeswehr. Die Kaserne umfasst 44,5 Hektar, verfügt über 44 Gebäude, einen Sportplatz und eine Hindernisbahn. 2016 waren dort 466 Soldaten stationiert. Das Evangelische Militärpfarramt Berlin II ist für die Dienststellen der Kaserne zuständig.

## Lage
Die Kaserne an der Sakrower Landstraße 100 liegt im Berliner Bezirk Spandau im Ortsteil Berlin-Kladow. Unmittelbar westlich der Kaserne verläuft die Landesgrenze zu Brandenburg, 250 Meter südlich befindet sich die Havel und 550 Meter südlich die Pfaueninsel. Etwa drei Kilometer nordöstlich liegt die General-Steinhoff-Kaserne mit dem Kommando Luftwaffe und das Militärhistorische Museum Flugplatz Berlin-Gatow. Circa vier Kilometer nordwestlich ist der Standortübungsplatz Berlin.

## Benennung
Die Kaserne wurde nach dem preußischen Generalfeldmarschall der Befreiungskriege Gebhard Leberecht von Blücher benannt.

## Geschichte
Die Kaserne wurden unter dem Namen Kaserne im Hottengrund 1935 für ein Luftnachrichten-Regiment der Wehrmacht errichtet. Der Hottengrund war die Allmende für die Kladower Bauern und diente als Weideplatz. Nach dem Zweiten Weltkrieg nutzten die Britischen Streitkräfte die Liegenschaft unter dem Namen Montgomery Barracks zur Unterbringung von Teilen der britischen Berlin Brigade. Die Abschiedszeremonie der Briten zum Berlin-Abzug fand hier statt.
Teile des Kasernengeländes um die ehemalige Kommandantenvilla in der Nähe des Lanzendorfer Weges wurden verkauft und dort Wohngebäude errichtet.

## Dienststellen
Folgende Dienststellen sind oder waren in der Kaserne stationiert:
Aktuell:
- Sanitätsregiment 1 Führungsbereich Berlin
  - Stab Führungsbereich Berlin
  - 6. Kompanie (Versorgungs- / Unterstützungskompanie)
  - 7. Kompanie (Patiententransportkompanie)
  - 8. und 9. Kompanie (Betrieb von Sanitätseinrichtungen)
  - 10. Kompanie (Personal- /Verfügungsreserve)
- Ausbildungs- und Simulationszentrum Sanitätsregiment 1
- Evangelisches Militärdekanat Berlin (Aufstellung: 1. Mai 2013; Gebäude 10w)[4]

Ehemalig:
- Jägerbataillon 1 „Berlin“
- Jägerbataillon 581 (Aufstellung 14. November 1991; in der Liegenschaft ab 1993)
- Lazarettregiment 31
  - 1.–4. Kompanie